# 史彥瓊
史彥瓊（?—?），五代十国人物，后唐的宫廷艺人（伶人）。
唐庄宗时史彥瓊为武德使，留守邺都，掌管魏博节度使六州的政务，自留守王正言而下都俯首承事。郭崇韬、朱友谦相继被杀，谣言纷传，人心恐慌。朱友谦子朱廷徽为澶州刺史，诏书让史彦琼将他杀死，史彦琼秘知其事，夜半驰出邺都。有人传言，刘皇后不满郭崇韬之杀李继岌，已弑杀皇帝自立，急召史彦琼商议。导致士兵皇甫晖等人劫持赵在礼叛乱。邺都巡检孙鐸见史彦琼，求派兵防御，彦琼不肯给他兵，说：“贼没有到，到了再给兵晚了吗？”叛兵抵达，史彦琼以兵登北门，大恐，弃兵而走，单骑回到京师洛阳。
庄宗派归德军节度使李绍荣前往讨伐。李绍荣攻邺都南门，以诏书诏谕，赵在礼及叛军本有接受之意，但史彦琼却大骂要破城将叛军碎尸万段，皇甫晖遂对士兵们说“投降也不会得到宽恕”，遂毁了诏书，不降。
后来邺都兵变愈演愈烈，庄宗遇害，叛军拥立后唐明宗，史书没有记载史彦琼的下落。

## 延伸阅读
[在维基数据编辑]
 《新五代史·卷37》，出自歐陽修《新五代史》